# Francis Russell (9e duc de Bedford)
Pour les articles homonymes, voir Francis Russell et Russell.
François Charles Hastings Russell, 9e duc de Bedford (16 octobre 1819 – 14 janvier 1891) est un homme politique et agronome britannique.

## Biographie

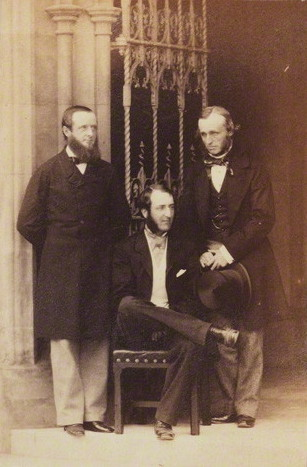
François Charles Hastings Russell, 9e duc de Bedford ; sir Robert Nigel Fitzhardinge Kingscote ; George William John Repton par Camille Silvy.

Fils du major-général Georges Russell et de lady William Russell, et petit-fils de John Russell, il est né à Curzon Street, à Londres et est officier dans les Scots Guards en 1838, prenant sa retraite en 1844. Il est Libéral, député pour le Bedfordshire de 1847 à 1872, quand il devient duc à la mort de son cousin William Russell (8e duc de Bedford), et prend sa place à la Chambre des lords. En 1886, il rompt avec la direction du parti de William Ewart Gladstone au cours du Premier Irish Home rule Bill et devient un unioniste.
Il prend un intérêt actif à l'agriculture et l'expérimentation sur son domaine de Woburn Abbey et est président de la Royal Agricultural Society en 1880. Le 1er décembre 1880, il est fait chevalier de la Jarretière. De 1884 jusqu'à sa mort, il est le Lord lieutenant de Huntingdonshire.
Il est mort en 1891, âgé de 71 ans, à 81 Eaton Square, à Londres, en tirant sur lui-même dans un accès de Folie, tout en souffrant de pneumonie. Après avoir été incinéré à Woking Crématorium, ses cendres sont enterrées à la Chapelle Bedford de l'Église Saint-michel à Chenies, dans le Buckinghamshire.

## Famille
Il épouse Elizabeth Sackville-West, la fille de George Sackville-West, 5e comte de la Warr, le 18 janvier 1844. Ils ont quatre enfants:
- George William Russell (1852-1893), 10e duc de Bedford
- Ella Monica Sackville Russell (1854-1936), morte célibataire.
- Ermyntrude Sackville Russell (1856-1927), mariée à Edward Baldwin Malet, 4e baronnet
- Herbrand Russell (1858-1940), 11e duc de Bedford